# تیم ملی فوتبال جمهوری آفریقای مرکزی
تیم ملی فوتبال جمهوری آفریقای مرکزی نماینده کشور جمهوری آفریقای مرکزی در مسابقات بین‌المللی و آفریقایی است که زیر نظر فدراسیون فوتبال جمهوری آفریقای مرکزی فعالیت می‌کند.
اولین بازی رسمی این تیم در تاریخ ۱۳ آوریل ۱۹۶۰ میلادی در برابر تیم ملی فوتبال مالی برگزار شده‌است.